# Tauriphila australis
Tauriphila australis är en trollsländeart som först beskrevs av Hagen 1867.  Tauriphila australis ingår i släktet Tauriphila och familjen segeltrollsländor. Inga underarter finns listade i Catalogue of Life.

## Bildgalleri

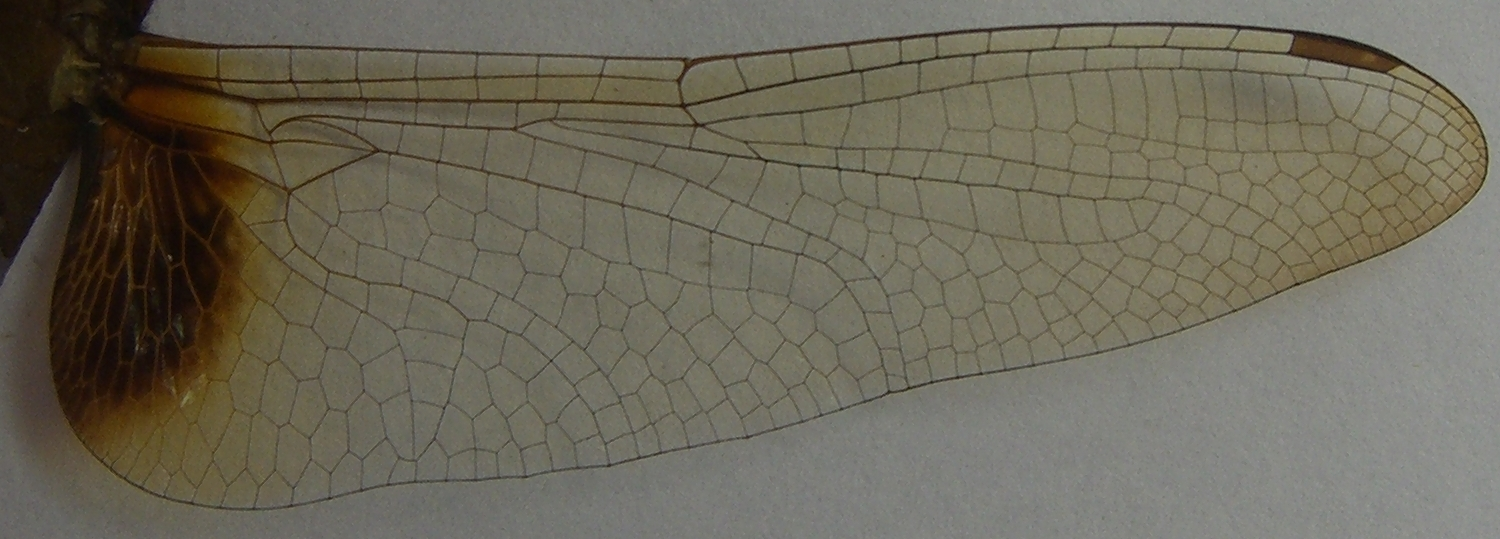